# Ahmad Walpi
Ahmad Akash Walpi (Dammam, 27 agosto 1990) è un calciatore saudita, difensore dell'Al Kawkab.